# Nijntje

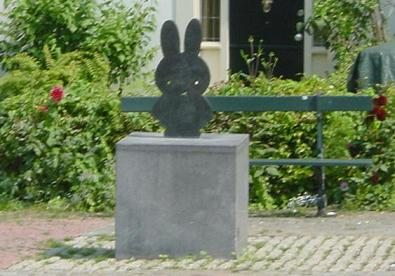
Nijntje-Statue in Utrecht.

Nijntje (niederländisch: [nɛiɲcə]) ist eine Bilderbuchfigur, die der Niederländer Dick Bruna 1955 entwarf.
Ursprünglich erschienen vor allem Nijntje-Kinderbücher, die aus jeweils 16 quadratischen Seiten bestanden, neben denen in vier Zeilen pro Seite die Geschichte erzählt wurde. Später erschienen kurze Nijntje-Filme und zahlreiche Merchandising-Produkte.
Außer Nijntje, einem weißen, weiblichen Kaninchen, treten zahlreiche andere Figuren in den Büchern und Filmen auf, etwa Nijntjes Eltern und Großeltern, ihre Freunde Dan und Nina sowie Aagje und Willemijn  und auch Bären und Schweine.
Der Name Nijntje ist vom niederländischen Wort konijntje („Kaninchen“) abgeleitet. In deutschen und englischen Ausgaben ist Nijntje mit Miffy oder Nina übersetzt. Auf älteren deutschen Produkten findet sich noch der Name Nientje oder Ninchen.
Die Zeichnungen sind sehr minimalistisch und beschränken sich auf die nötigsten schwarzen Linien und wenige Grundfarben für das Füllen von Flächen.